# خارگیل زرد
خارگیل زرد (نام علمی: Durio graveolens) نام یک گونه از سرده خارگیل است.